# کانی‌سور (نانور)
کانی‌سور یک روستا در ایران است که در دهستان ننور واقع شده‌است. کانی‌سور ۶۷ نفر جمعیت دارد.